# Palmerston (Nowa Zelandia)
Palmerston – miasto w Nowej Zelandii, na Wyspie Południowej, w regionie Otago.